# ぼたもち

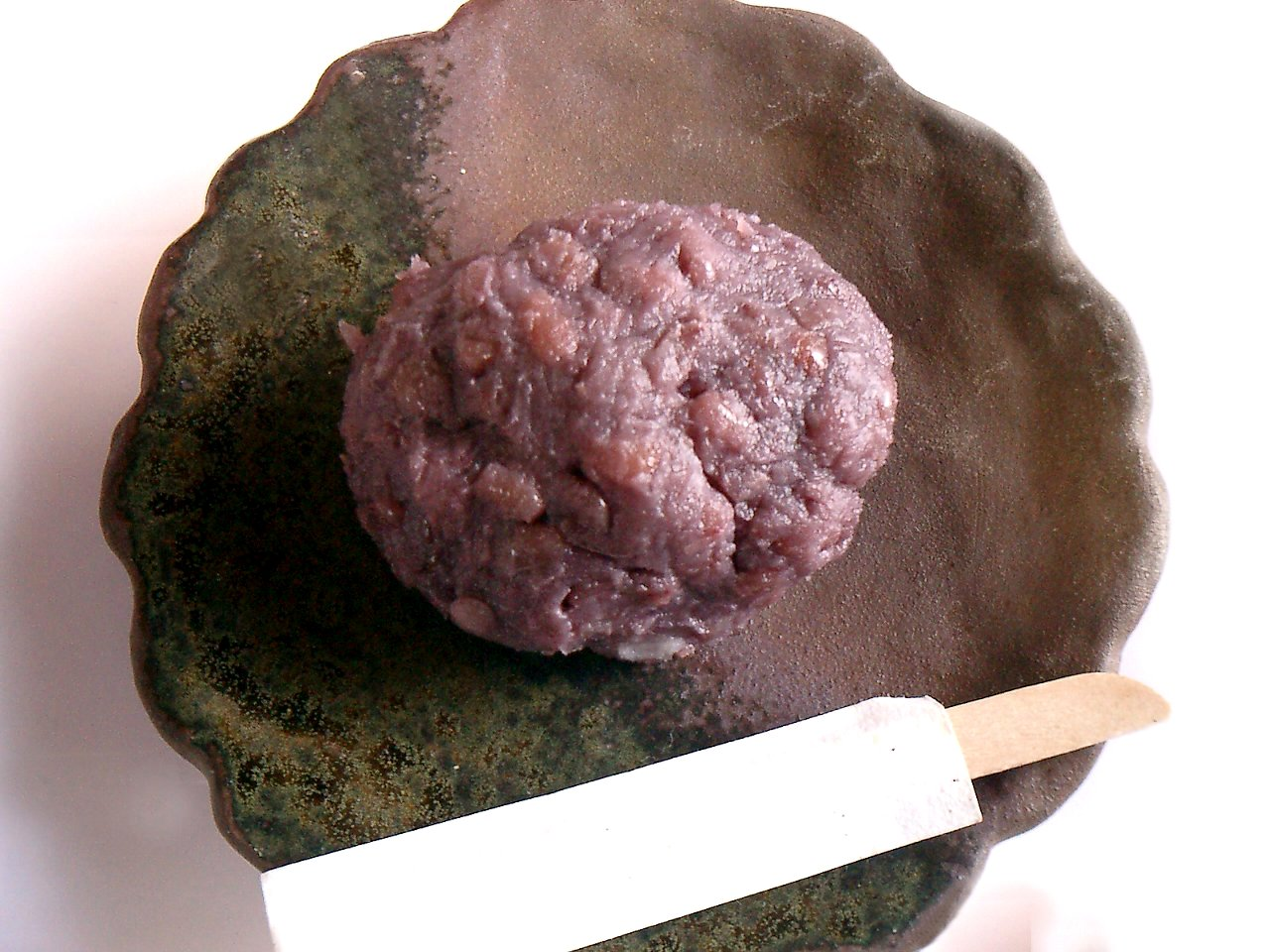
ぼたもち

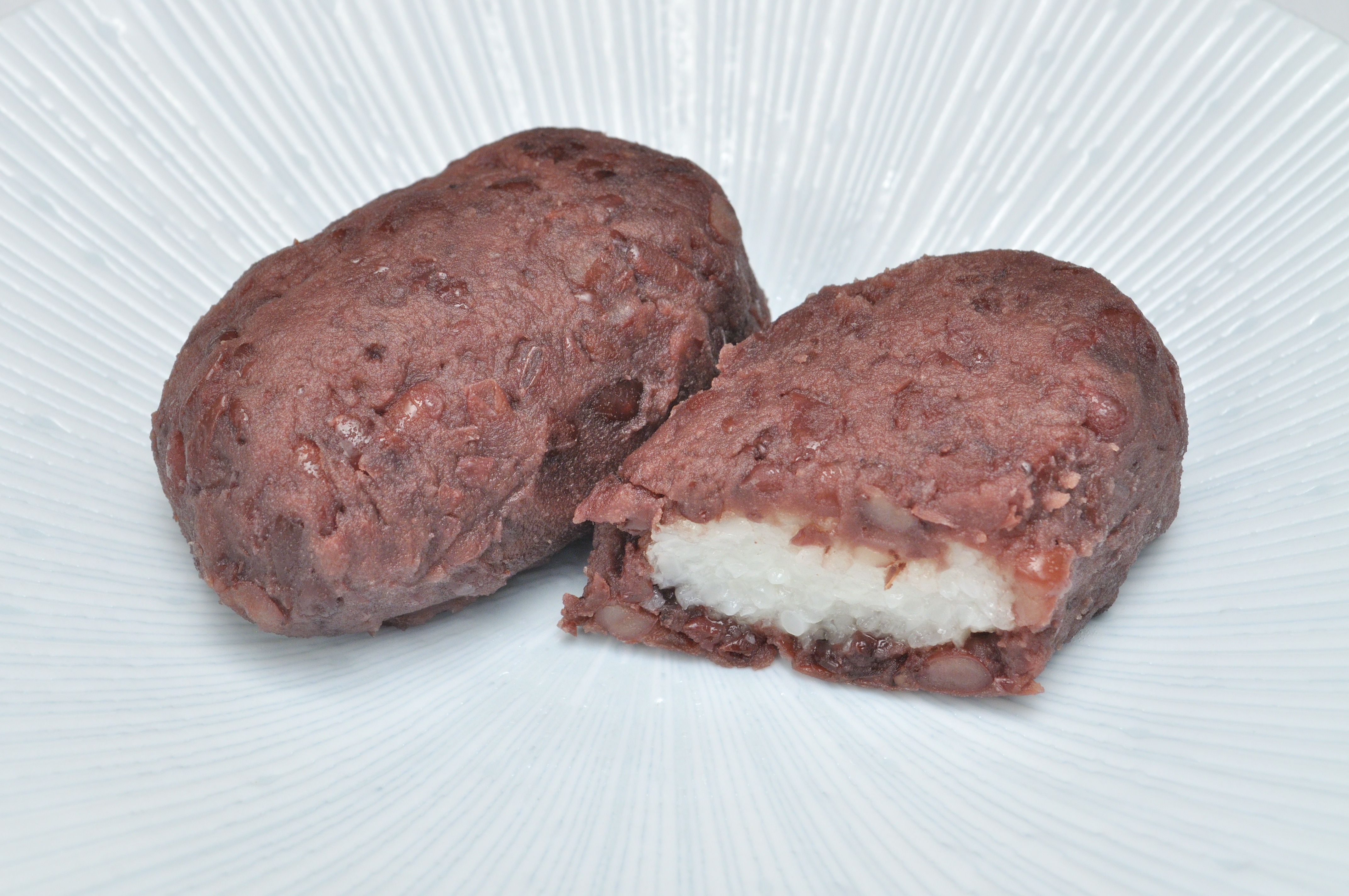
2つのぼたもち

ぼたもち（牡丹餅）とは、もち米とうるち米を混ぜたもの（または単にもち米）を、蒸すあるいは炊き、米粒が残る程度に軽く搗いて丸めたものに、餡をまぶした食べ物である。米を半分潰すことから「はんごろし」と呼ばれることもある。同様の食べ物に「おはぎ」（御萩）あるいは「はぎのもち」（萩の餅）と呼ばれる食べ物があるが「ぼたもち」との関係については諸説ある（#名称を参照）。おもにお彼岸の供物として食される。

## 概要

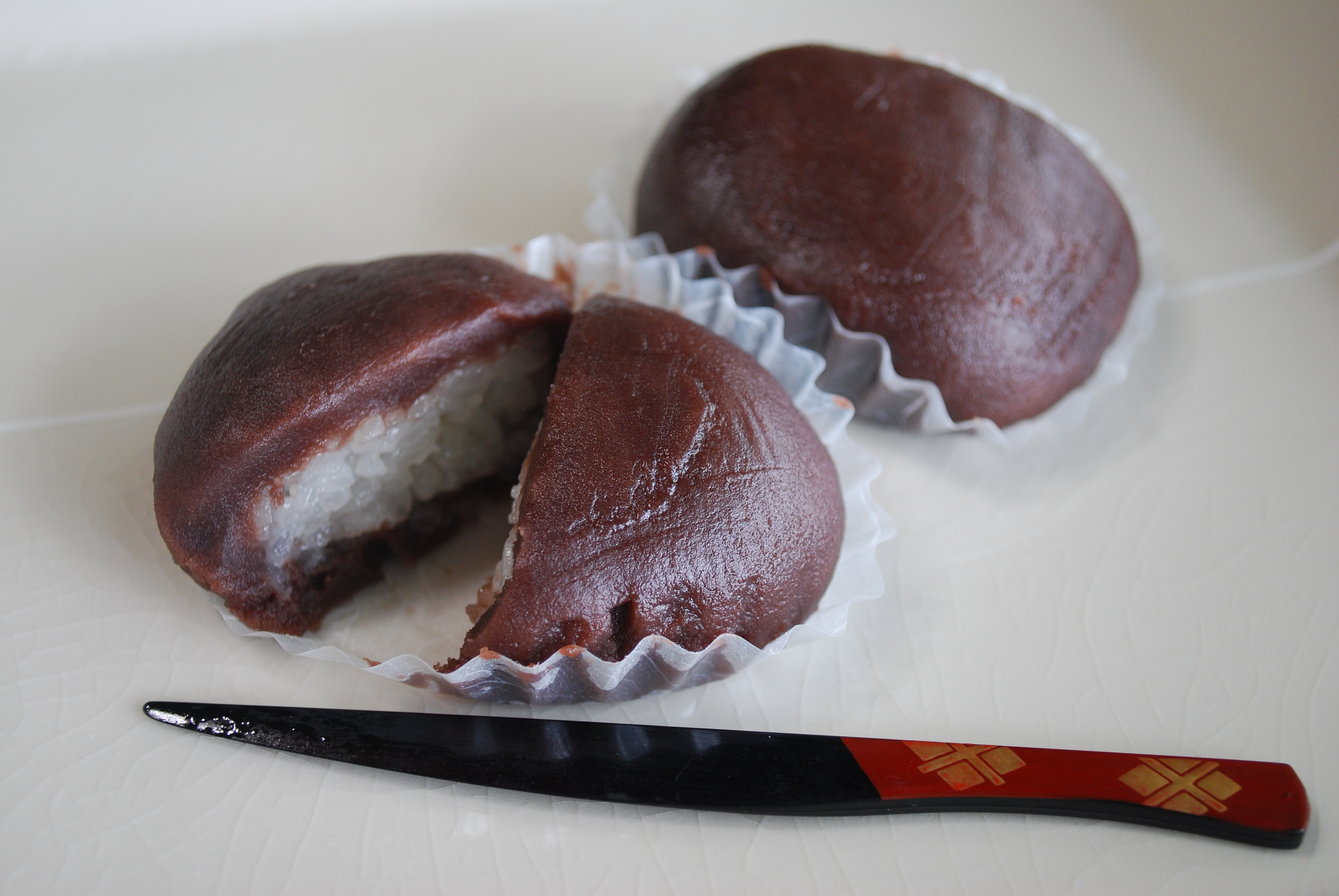
ぼたもち（こし餡を用いたもの）

来客のもてなしや田植えの後の寄り合い、子供のおやつ、また法要の際などに供された。こし餡のものと、つぶし餡のものがある。小豆餡のほか、きな粉を用いたもの、青のりを用いたもの、ゴマを用いたもの、ずんだを用いたものなどもある。表面に餡をまぶす以外のものでは、大福を作る要領で中側に餡を詰めることもある。
かつて砂糖が貴重品であった時代には塩餡が用いられていた。多くの和菓子に言えることだが、隠し味として餡にごくわずかの塩を加えるか、搗(つ)いたものを握るときに手を適度な塩水に浸してから握ることで、より一層甘味が引き立つ。
昔はぼたもちのことを「かいもちひ（かいもち、掻餅）」と呼んでいた。ただし、一部では蕎麦がきを指すとする説もある（参考「いざ、かいもちひせむ」（宇治拾遺物語））。土用入りの頃に作る場合、土用餅という言い方もする。英語でも日本語のまま「Botamochi」と呼ぶ。

## 名称

### 「ぼたもち」と「おはぎ」の関係

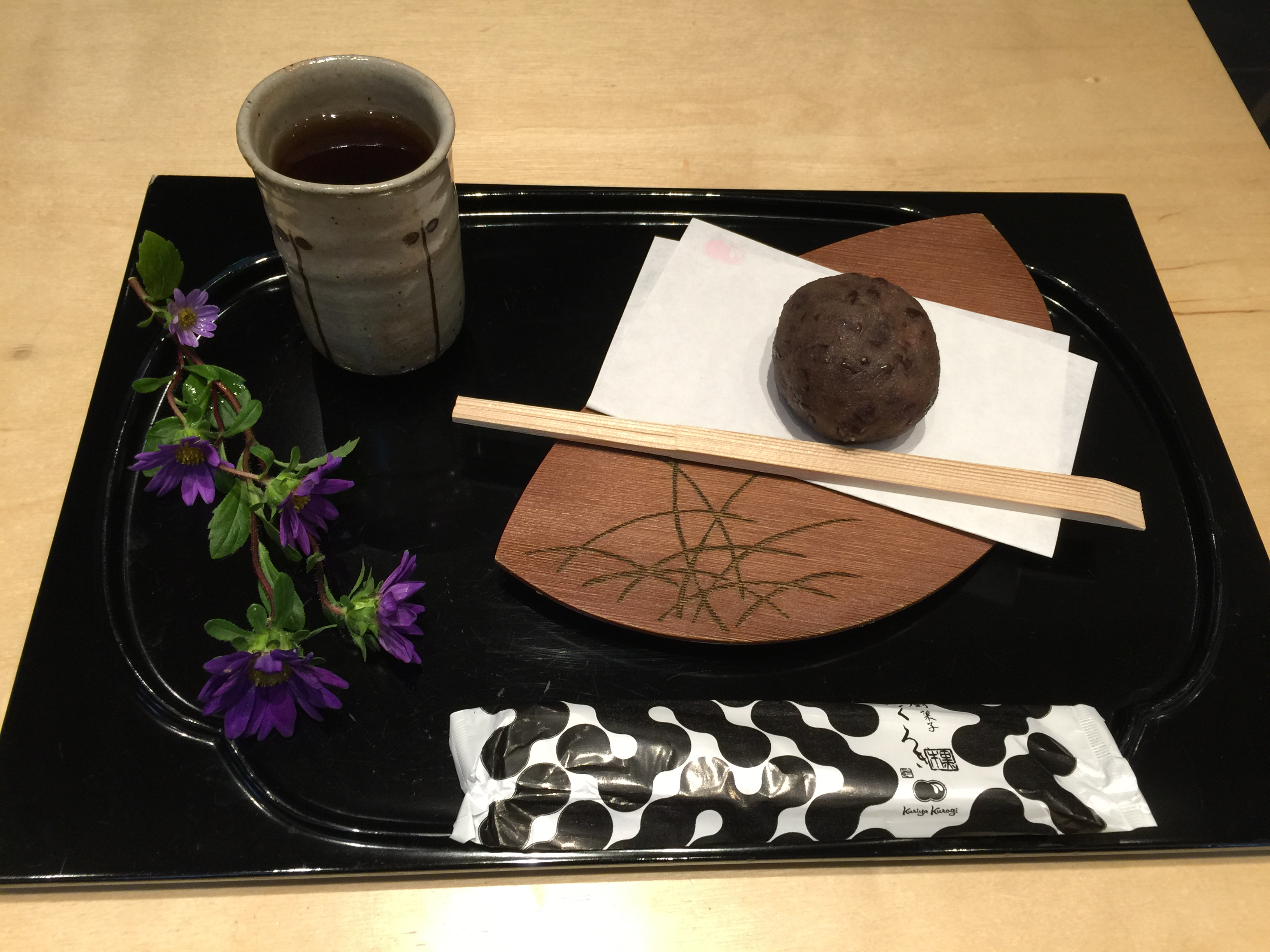
おはぎとして売られているもの (「厨菓子 くろぎ」にて)

ぼたもち（牡丹餅）とおはぎ（御萩）の関係については諸説ある。
- 春のものを「ぼたもち」、秋のものを「おはぎ」とする説[6][7]。
  - 語源については、それぞれ、「ぼたもち」については牡丹の花に似せてこれを見立てたものであるとする説があり[8]、「おはぎ」については萩の花が咲き乱れている様子に見立てたものであるとする説がある[9][6]。その上で春のものは「ぼたもち」、秋のものは「おはぎ」と名前が異なっているだけであるとする説がある[6][10]。
  - なお、東京では春秋ともに「おはぎ」と呼んでいたとの指摘がある[6]。
- もち米を主とするものが「ぼたもち」、うるち米を主とするものが「おはぎ」であるとする説[6]
- 餡（小豆餡）を用いたものが「ぼたもち」、きな粉を用いたものが「おはぎ」であるとする説[9]
- その他の説
  - 「ぼたもち」は、ぼたぼたした感じに由来するという説[9][8]。
  - 『物類称呼』（1775年）では「おはぎ」は「女の詞」であるとする[3]（女房言葉を参照）。

また、地方によって
- こし餡を使ったものをぼたもち、つぶ餡や煮た小豆そのままを使ったものをおはぎ（逆の場合もあり）。
- サツマイモを使った物をぼたもち、餡を使ったものをおはぎ。
- 二口程度で食べられる小さいものをおはぎ、それより大きいものをぼたもち。

とするなど、さまざまな場合がある。
小売店等では春に「おはぎ」、秋に「ぼたもち」として名の由来とは逆で販売しているところもあり、また食材事典などでは食品としては同じものであり「ぼたもち」と「おはぎ」は名前が異なるだけで同じものを指すものとして扱われている場合も多く、ぼたもちとおはぎとの区別は次第に薄れている。

### 季節ごとの呼称
上記の「同じ物を春はぼたもち、秋はおはぎと呼ぶ」とする説では、（現代ではほとんど使われていないものの）夏と冬にも正式な呼び名が存在する。ここでは季節ごとの「ぼたもち」の呼び名とその由来を挙げる。
- 春　牡丹餅
牡丹の花が咲く季節、すなわち春の彼岸に、神仏や先祖への供物とされた小豆餡の様子を、牡丹の花に見立てたことから。和漢三才図会には「牡丹餅および萩の花は形、色をもってこれを名づく」と記されている。
- 夏　夜船（よふね）
ぼたもちは、もちと作り方が異なるため、「ペッタン、ペッタン」という音を出さずに作ることができ、隣に住む人には、いつ搗いたのか分からない。そこで、
「搗き知らず」→「着き知らず」
と言葉遊びをして、夜は暗くて船がいつ着いたのか分からないことから。
- 秋　御萩
牡丹餅と同じく、小豆餡の様子を秋の彼岸の時期に咲く萩の花に見立てたことから。
- 冬　北窓（きたまど）
夜船と同様に、
「搗き知らず」→「月知らず」
と言葉遊びをして、月を知らない、つまり月が見えないのは北側の窓だ、ということから。

## ことわざ
「ぼたもち」という言葉が使われることわざは多く、日本人の生活や意識に密着した食べ物であったことがうかがえる。
棚から牡丹餅努力することなしに予期しない幸運が舞い込んでくること。「たなぼた」と省略することもある。「開いた口に牡丹餅」ともいう。
牡丹餅で腰打つ幸運が向こうから舞い込んでくること。「牡丹餅食って砂糖の木に登る」ともいう。
牡丹餅の塩の過ぎたのと女の口の過ぎたのは取り返しがつかない牡丹餅は、餡の甘味を強くするために塩を少量入れるが、入れ過ぎると味が壊れて取返しがつかない。上の句は口数が多い女性をたしなめる下の句を強調する。
牡丹餅は米 辛抱は金辛抱が何よりも大切であるということ。
牡丹餅は棚から落ちてこず思いがけない幸運が転がり込むなどという偶然は、まず起きないということ。
嘘と牡丹餅、ついたことない牡丹餅は手でこねて作るものであり、一般的な餅のように臼で搗くものではない。「嘘をつく」を「餅を搗く」にかけて、自身の潔白さを強調する言い回し。「嘘と坊主の頭はゆったことない」に同じ。

## 文化・習俗
おはぎの原型はもち米と小豆を炊いたもので作られていた。しかし、明治以降、砂糖が庶民の手の届くものとなり、次第に現在のように甘いおはぎが作られるようになった(ただし砂糖の普及前の加糖甘味料としては水飴が用いられていた)。また、小豆には邪気を払う効果があると信じられていたために、邪気を払う食べ物としての先祖の供養の際にお供えをしたのがはじまりとされている。このため、彼岸や四十九日の忌明けに食べる風習が定着したものと考えられる。

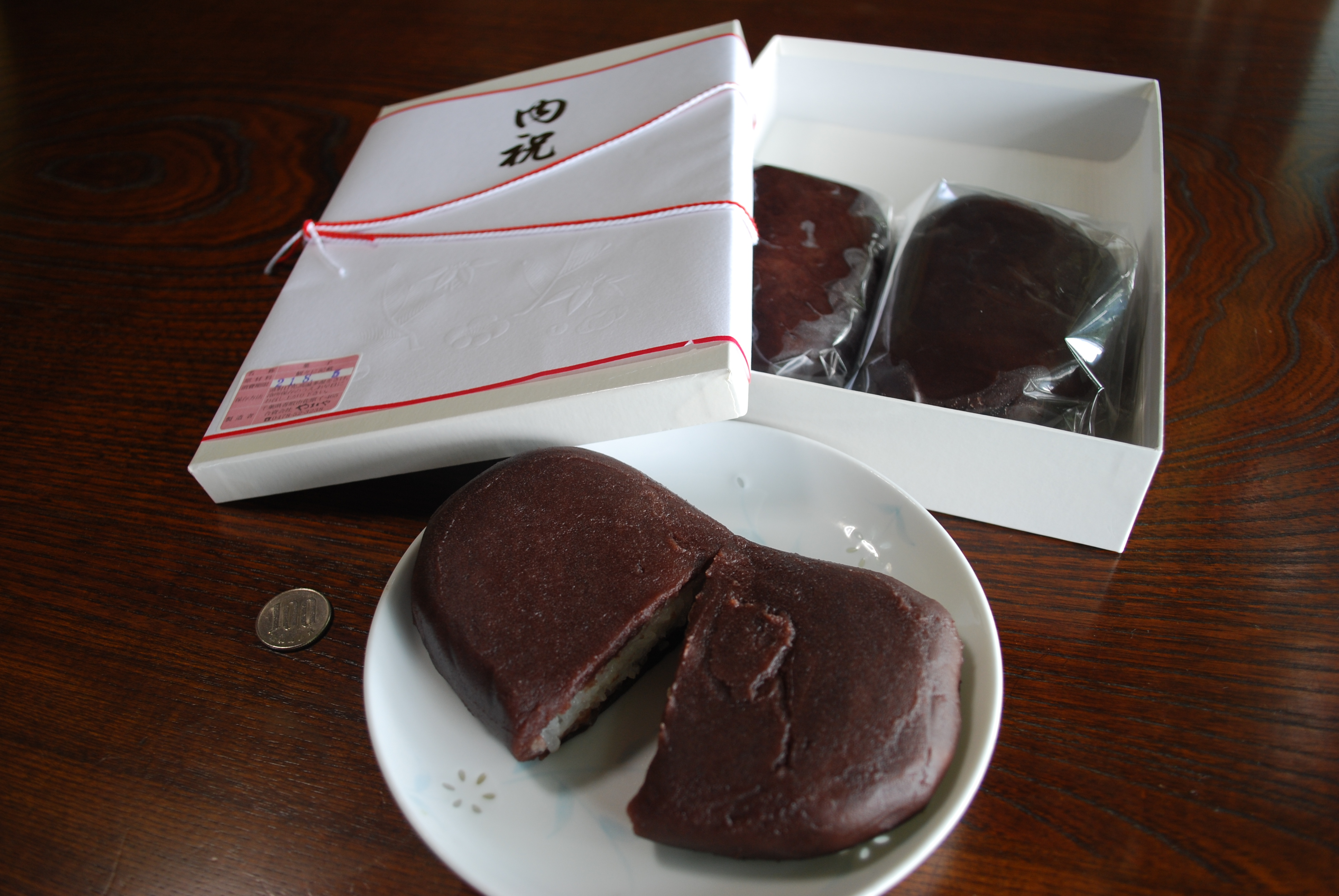
みつめのぼたもち(千葉県香取市)

- 大きく作った牡丹餅を赤子に踏ませ、成長を祈る習俗がある。
- 最初の子供が産まれて3日目に、母親の乳が出るように「みつめのぼたもち」と呼ばれる大きなぼたもちを食べさせる地域がある[13]。
- 戦国時代の武将立花宗茂の正妻である立花誾千代は、彼女の墓石の形状から現在では「ぼたもち様」とも呼ばれている。
- きな粉とゴマ
文永8年（1271年）9月12日、日蓮が鎌倉の龍ノ口の刑場へ引き立てられていった。急を聞いた桟敷の尼が、何か最後のご供養をと考えたが、餡を作る時間がなく、きな粉とゴマをまぶして牡丹餅を作り日蓮に献上したという。日蓮は難を免れ、佐渡に流罪となった。この故事にちなみ、日蓮宗では陰暦9月12日に、「御難の餅」というゴマのぼたもちを作って供える。また、「難除けぼたもち」「首つなぎぼたもち」などとも呼ばれている。